# Cyrtorchis letouzeyi
Cyrtorchis letouzeyi är en orkidéart som beskrevs av Dariusz Lucjan Szlachetko och Tomasz Sebastian Olszewski. Cyrtorchis letouzeyi ingår i släktet Cyrtorchis, och familjen orkidéer. Inga underarter finns listade i Catalogue of Life.